# Kralj Arthur
Kralj Arthur (Artus) bio je kralj Brita koji je vladao oko 500. godine. Arthur je jedan od najpoznatijih likova keltske mitologije; od 12. stoljeća on je središnji lik brojnih književnih djela.

## Povijesni izvori
Velški kroničar Nenije u svom djelu Historia Britonum (oko 800. godine) spominje Arthura kao vođu keltskih Brita u 12 bitaka protiv Anglosasa. Taj pohod završava Arthurovom pobjedom u bitci kod Mons Badonicusa, 516. godine.
Međutim, najstariji prijepis Historia Britonum je iz godine oko 1000., pa nije dovoljno pouzdan. Nenije ističe i da se u Britaniji u prvoj polovici 6. stoljeća, nakon odlaska Rimljana, živjelo mirno i bez ratova.
Općenito, izvori povijesnih podataka o Arthuru magloviti su i nejasni, ali svi se slažu oko činjenice da je krajem 5. st. na području današnjeg Walesa i Engleske, u tadašnjem britskom kraljevstvu Powys, živio ratni vođa koji je ujedinio razjedinjena britska kraljevstva u borbi protiv nadirućih Angla i Sasa (svi izvori ističu da Arthur nije bio kralj, nego "Dux bellorum" - ratni vođa). Smatra se da Arthur nije bilo njegovo pravo ime, nego titula, koja je simbolizirala udruživanje Brita koji su zadržali stare, keltske običaje, i onih Brita koji su tijekom vladavine Rimljana romanizirani i koji su prihvatili kršćanstvo. Te su dvije frakcije, naime, bile u sukobu u vrijeme početka invazije Angla i Sasa, i bilo ih je potrebno ujediniti. Stoga je Arthur uzeo ovaj pseudonim, skovan od britske i latinske riječi za medvjeda - simbol Arthurov - "Arth" i "Ursus" - od čega je nastalo ime "Arthursus" - tj. "Arthur".
Prema nekim izvorima, britska su kraljevstva bila tako posvađana da je čovjek koji bi ih ujedinio morao doći izdaleka - stoga postoje pretpostavke da je Arthur zapravo došao iz plemena Votadini (Goddodin) koje je živjelo na području na kojem se danas nalazi grad Edinburgh. 
Arthurove sjajne pobjede nad Sasima, koje su zabilježene u povijesti, vjerojatno su bile posljedica njegove jedinstvene borbene taktike koja se oslanjala na upotrebu konjice - roda vojske nepoznatog barbarskim plemenima koja su nadirala s istoka Britanskog otoka. Postoji teorija prema kojoj su njegovi konjanici ("vitezovi") bili potomci Sarmaćana, prisiljeni na službu Rimskom Carstvu, koji su bili vrhunski jahači (ova teorija prikazana je u filmu "Kralj Arthur"). Prema nekim drugim teorijama, bili su to ostaci rimske aristokracije ("equites") koja je bila obučena za upotrebu konja u ratovanju.
Nakon niza od 12 sjajnih pobjeda protiv osvajača, čini se da je Arthur postao žrtva istih onih sukoba među kraljevstvima zbog kojih je i došao na položaj zapovjednika - bitka kod Camlanna, u kojoj je poginuo, bila je navodno sukob dva britska kraljevstva. Nedugo po njegovoj smrti, Angli i Sasi nastavili su s osvajanjem Britanskog otoka, i samo 50 godina nakon njegove smrti posljednji Briti bili su potisnuti u udaljena brda Walesa i Cornwalla, gdje su se do današnjih dana sačuvali stari keltski običaji.
Godine 1191. u gradu Glastonburyju navodno su pronađeni posmrtni ostaci kralja Arthura i kraljice Guinevere. Kosti su kasnije prebačene u gradsku crkvu, ali je grob uništen u doba engleske reformacije, a kosti su nestale. Međutim, otkrilo se da je riječ o propagandnom potezu tadašnjih lokalnih vlasti, koje su željele privući hodočasnike. Pravi Arthurov grob nikada nije otkriven, iako je prema legendi prenesen na otok Avalon, kako bi njegove smrtne rane zacijelile.

## Legenda o Arthuru
Legenda o kralju Arthuru prvi se put iznosi u djelu Historia Regum Britanniae, oko 1139. Arthur se spominje i u djelima Bruta, oko 1200. godine, Layamona, zatim Le Morte d'Arthur od Thomasa Maloryja, a najpoznatiji biograf kralja Arthura je Geoffrey of Monmoutha. Ističu se i djela Roberta de Borona: Joseph d'Arimathe, Merlin i Percival.
Likovi u legendama o kralju Arthuru nisu uvijek u istim odnosima, već su povezani različito u raznim verzijama priče. Arthur je sin kralja Uthera Pendragona i kraljice Igraine. Njegova draga kojom se ženi jest Guinevere. Lancelot je Arthurov najbolji prijatelj i najpouzdaniji vitez. Međutim, ljubavna veza Lancelota i Guinevere označava i početak Arthurova pada. Merlin je mudar čovjek i čarobnjak. Morgana le Fay je Arthurova sestra koja mu otkriva ljubavnu vezu Lancelota i Guinevere. U drugim verzijama ona je vila ili simbol sreće, a ponekad i negativan lik koji želi vladati umjesto Arhtura. Tu su još i vitezovi Percival, Galahad i Gawain, koji se ističu kao idealni vitezovi odani Arthuru.
Njegov mač Excalibur i priča o maču u kamenu opće su poznati. Arthur kao mladić vadi mač iz kamena. Legenda tvrdi da onaj koji izvuče mač jest sin Uthera Pendragona, pa Arthur postaje kralj. Okrugli stol, za kojim sjede Arthurovi vitezovi Okruglog stola i dvorac Camelot također su sastavni dio u pričama o kralju Arthuru. Posebno treba spomenuti potragu za gralom. Sveti gral, mistični predmet, može pronaći samo vitez čista srca. Time se u srednjem vijeku objašnjavalo koje osobine mora imati idealan vitez.
U nekim verzijama Arthur pogiba u boju protiv svog nećaka Mordreda, koji je digao bunu protiv njega. U kasnijim verzijama Mordred je sin incestuozne veze Arthura i njegove sestre Morgane. Bitka kod Camlanna, 537., prema tradiciji je bitka gdje je Arthur poginuo. Nakon bitke Arthura odvode na otok Avalon, gdje mu rane zacjeljuju. Prema priči, jednog dana Arthur će se vratiti i ponovo vladati.

## Engleske poveznice
- Le Morte d'Arthur - cijeli tekst slavne knjige Thomasa Maloryja
- Britannia.com bios  Arhivirana inačica izvorne stranice od 15. veljače 2006. (Wayback Machine) - kratki opisi ljudi i pisaca vezanih uz legendu o Arthuru
- Britannia.com timelines  Arhivirana inačica izvorne stranice od 14. listopada 2010. (Wayback Machine) - sažeta povijest Britanije
- King Arthur's Knights  Arhivirana inačica izvorne stranice od 17. kolovoza 2010. (Wayback Machine) - o Arthuru i vitezovima Okruglog stola
- Merrie Haskell's King Arthur Website - stranica o Arthuru
- The Medieval Development of Arthurian Literature - srednjovjekovne knjige o Arthuru
- Camelot in Four Colors - stripovi koji koriste legendu o Arthuru
- Excalibur Script  Arhivirana inačica izvorne stranice od 30. travnja 2009. (Wayback Machine) - izvorni nacrt scenarija za film "Excalibur"